# Robert Cecil Beavan
Pour les articles homonymes, voir Beavan.
Le capitaine Robert Cecil Beavan est un officier et un naturaliste britannique, né en 1841 et mort en 1870.

## Biographie
Beavan sert dans l’armée britannique en Inde (Bengal Staff Corps) durant dix ans. Durant son service, il récolte de nombreux spécimens d’oiseaux et d’œufs dans des endroits variés. Il envoie des notes au journal The Ibis ainsi que dans les Proceedings of the Zoological Society of London. Il collabore également avec Allan Octavian Hume (1829-1912). Ses collections, incorporées à celles d’Arthur Hay, neuvième marquis de Tweeddale (1824-1878), de Frederick DuCane Godman (1834-1919) et Osbert Salvin (1835-1898), sont conservées au musée d'histoire naturelle de Londres.
En 1864, Beavan travaille à Barrackpore et passe l’hiver dans le district de Maunbhoom, une région qui avait été étudiée par Samuel Richard Tickell (1811-1875) et Edward Blyth (1810-1873). Ses notes qu’il prend alors sont publiés dans The Ibis en 1865 sous le titre de Notes on various Indian Birds. Toujours durant son service, il récolte des spécimens dans les îles Andaman et, grâce à des informations fournies par le colonel Tytler, écrit The Avifauna of the Andaman Islands toujours dans The Ibis en 1867. Beavan est alors renvoyé en Grande-Bretagne (pour la deuxième fois), car sa santé se dégrade. C’est durant le voyage de retour, qu’il décède en mer.
Son livre sur les poissons d’eau douce d’Inde, Handbook of the Freshwater Fishes of India, paraît après sa mort en 1877.

## Note
- Traduction de l'article de langue anglaise de Wikipédia (version du 8 septembre 2007)

1. ↑  Exemplaire numérique consultable sur Universal Library (consulté le 19 décembre).

## Orientation bibliographique
- Obituary. Ibis 1870 : 301-302.
- Warr, F. E. 1996. Manuscripts and Drawings in the ornithology and Rothschild libraries of The Natural History Museum at Tring. BOC.
- Mearns, B,& R. Mearns. 2002. The Bird Collectors. A & C Black. pp. 196–7.